# Smittia davidi
Smittia davidi är en tvåvingeart som först beskrevs av Maurice Emile Marie Goetghebuer 1950.  Smittia davidi ingår i släktet Smittia och familjen fjädermyggor.
Artens utbredningsområde är Frankrike. Inga underarter finns listade i Catalogue of Life.